# Blanzy-lès-Fismes
Blanzy-lès-Fismes é uma comuna francesa na região administrativa de Altos da França, no departamento de Aisne. Estende-se por uma área de 5,27 km². Em 2010 a comuna tinha 102 habitantes (densidade: 19,4 hab./km²).